# Nikon Df
Die Nikon Df (für Digital fusion) ist eine digitale Spiegelreflexkamera des japanischen Herstellers Nikon, die seit November 2013 erhältlich war. Die Zielgruppe des Herstellers sind leidenschaftliche Amateurfotografen sowie Designliebhaber.

## Technische Merkmale
Die Kamera besitzt einen 16-Megapixel-Vollformatsensor. Als Autofokusmodul wurde das Multi-CAM 4800 verbaut. Der Funktionsumfang wurde auf die klassische Fotografie ausgerichtet, so verfügte sie als erste Digitalkamera des Herstellers über ein Verschlusszeitenrad, wie es aus der Analogfotografie bekannt ist. Auf der anderen Seite wurde auf viele Funktionen wie beispielsweise die Videoaufnahme verzichtet. Über den HDMI-Anschluss und ein externes Aufnahmegerät ist dennoch der Mitschnitt des unkomprimierten Live-Bildes möglich.
Die Kamera war in Deutschland allein als Gehäuse oder mit dem Kit-Objektiv AF-S Nikkor 50 mm 1:1,8G SE erhältlich, welches an das Retro-Design der Kamera angepasst wurde.

## Aussehen
Das Gehäuse der Nikon Df wurde als Retro-Design an das klassischer, analoger, früherer Kameras des Herstellers wie der F3 oder Nikon FM angelehnt. Die Kamera war wie ihre optischen Vorgänger in zwei Farbvarianten – in schwarz und in schwarz-silber – erhältlich.

## Zubehör

### Blitzgeräte
Die Kamera ist mit der herstellereigenen Schnittstelle Creative Lighting System kompatibel und unterstützt bei CLS-kompatiblen Blitzgeräten alle Funktionen wie iTTL-Blitzbelichtungsmessung oder Kurzzeitsynchronisation. Da die Kamera kein eingebautes Blitzgerät besitzt, ist ein Entfesselter Blitz nur mit einem Master-Blitz oder dem Blitzfernsteuerungsgerät SU-800 möglich.
Darüber hinaus ist die Kamera in unterschiedlichem Maß kompatibel zu weiteren Nikon-Blitzgeräten sowie Blitzgeräten von Fremdherstellern.
Zudem besitzt die Kamera einen PC-Blitzsynchronanschluss zur Steuerung von Blitzanlagen.

### Objektive
Die Kamera verfügt über einen klappbaren mechanischen Blendenkupplungshebel, der sie auch zu nicht auf das Ai-System umgerüsteten Nikon-Objektiven von vor 1977 kompatibel macht. Mit manueller Belichtungssteuerung (Einstellung M) oder Zeitautomatik (Einstellung A) kann dabei mit einfachen Kameraeinstellungen die Offenblendmessung genutzt werden. Gleichzeitig verfügt die Kamera über ein digitales Einstellrad, mit dem bei G- und E-Objektiven (ohne Blendenring) die Blende eingestellt werden kann. Sie ist damit bis auf sehr wenige Ausnahmen mit sämtlichen Objektiven des Nikon-F-Systems von 1959 bis heute benutzbar und war somit die Nikon-Kamera mit der umfassendsten Kompatibilität zum F-Bajonett.

### WLAN
Mit dem Adapter WU-1a aus dem Zubehörprogramm des Herstellers kann eine WLAN-Schnittstelle ergänzt werden. Fotos lassen sich so drahtlos übertragen, über iOS- und Android-Smartphones ist außerdem mittels passender App die Funkfernsteuerung der Kamera möglich.

### Zubehörschnittstelle
Die Kamera verfügt über eine Zubehörschnittstelle, über die zum Beispiel Fernauslöser oder ein externer GPS-Empfänger für kamerainternes Geotagging der Fotos angeschlossen werden können. Längen- und Breitengrade sowie die Höhe werden direkt in die Exif-Daten der Bilddateien geschrieben. Der Hersteller bot dafür den GPS-Empfänger GP-1 an. Obwohl dieser keinen Kompass eingebaut hat, unterstützt die Schnittstelle mit passenden Geräten auch Richtungsinformationen (engl. Heading).